# Liste des évêques d'Agboville
Cet article fait la liste des évêques d'Agboville (Dioecesis Agbovillensis). L'évêché d'Agboville est créé le 14 octobre 2006, par détachement de celui de Yopougon.

## Évêques
- depuis le 14 octobre 2006 : Mgr Alexis Touably Youlo[1]